# カンポガッリアーノ
カンポガッリアーノ（伊: Campogalliano）は、イタリア共和国エミリア＝ロマーニャ州モデナ県にある、人口約8,500人の基礎自治体（コムーネ）。

## 地理

### 位置・広がり

#### 隣接コムーネ
隣接するコムーネは以下の通り。括弧内のREはレッジョ・エミリア県所属を示す。
- カルピ
- コッレッジョ (RE)
- モーデナ
- ルビエーラ (RE)
- サン・マルティーノ・イン・リーオ (RE)

### 気候分類・地震分類
カンポガッリアーノにおけるイタリアの気候分類 (it) および度日は、zona E, 2271 GGである。
また、イタリアの地震リスク階級 (it) では、zona 3 (sismicità bassa) に分類される。

## 行政

### 分離集落
カンポガッリアーノには、以下の分離集落（フラツィオーネ）がある。
- Saliceto Buzzalino, Panzano